# Kutztown
|  | Dieser Artikel wurde aufgrund von inhaltlichen Mängeln auf der Qualitätssicherungsseite des Projektes USA eingetragen. Hilf mit, die Qualität dieses Artikels auf ein akzeptables Niveau zu bringen, und beteilige dich an der Diskussion! Eine nähere Beschreibung der zu behebenden Mängel fehlt. |

Kutztown (pennsylvaniadeutsch: Kutzeschteddel) ist ein Bezirk (borough) im Berks County im US-Bundesstaat Pennsylvania. Das U.S. Census Bureau hat bei der Volkszählung 2020 eine Einwohnerzahl von 4.162 auf einer Fläche von 10,6 km² ermittelt.  Die Bevölkerungsdichte liegt bei 393 Einwohnern je km².

## Geschichte
George (Coots) Kutz kaufte am 16. Juni 1755 von Peter Wentz, dem viel von dem heutigen Maxatawny Township gehörte, 130 Acre (0,53 km²) Land, woraus Kutztown wurde. Kutz veröffentlichte die ersten Pläne für die Stadt im Jahr 1779. Die ersten Grundstücke der neuen Stadt Cootstown, die später in Kutztown umbenannt wurde, erwarben im Jahr 1785 Adam Dietrich und Henry Schweier.
Kutztown wurde als Borough am 7. April 1815 eingemeindet und ist der zweitälteste Borough in Berks County nach Reading, das 1783 zum Borough und 1847 zur City erhoben wurde.
Wie der Rest des Berks County wurde Kutztown hauptsächlich von Deutschen besiedelt, von denen die meisten aus der Pfalz stammten. Auch heute noch stellt Kutztown ein regionales Zentrum der pennsylvaniadeutschen Kultur dar. So findet seit dem Jahre 1950 jeden Sommer das Kutztown Folk Festival statt, wo Aussteller und Besucher Kultur, Kunsthandwerk und Küche der deutschen Einwanderer in der Gegend feiern.

## Einwohner
Wie in vielen Kleinstädten und Dörfern des Bundesstaates ist auch in Kutztown die Bevölkerungszahl rückläufig. Diese Entwicklung wird auch nicht durch den Sitz der Kutztown University of Pennsylvania in der Kleinstadt umgekehrt, obwohl kleinere Universitätsstädte in den USA in den letzten Jahren durchaus einen starken Zuwachs aufweisen konnten. Die Stadt ist jedoch so klein, dass nicht einmal alle Studenten der Universität in Kutztown selbst wohnen.
Gemäß Volkszählung des Jahres 2010 waren 91,6 % der Einwohner deutscher, 11,8 % irischer, 8,1 % italienischer, 6,0 % englischer und 5,7 % polnischer Abstammung (Mehrfachnennungen waren möglich). Dementsprechend gaben 96,6 % an, weißer Hautfarbe zu sein.

## Sonstiges
Der Maler Keith Haring (1958–1990) wuchs in Kutztown auf.
Kutztown ist der Sitz der Kutztown University of Pennsylvania, an der nicht nur Standarddeutsch, sondern auch Kurse zum Erlernen des pennsylvaniendeutschen Dialekts und der einschlägigen Kultur angeboten werden.